# Lutungutali
Lutungutali là một chi khủng long, được Peecook Sidor Nesbitt R. M. H. Smith Steyer & Angielczyk mô tả khoa học năm 2013.